# Eppinger Straße 47 und 49 (Böckingen)

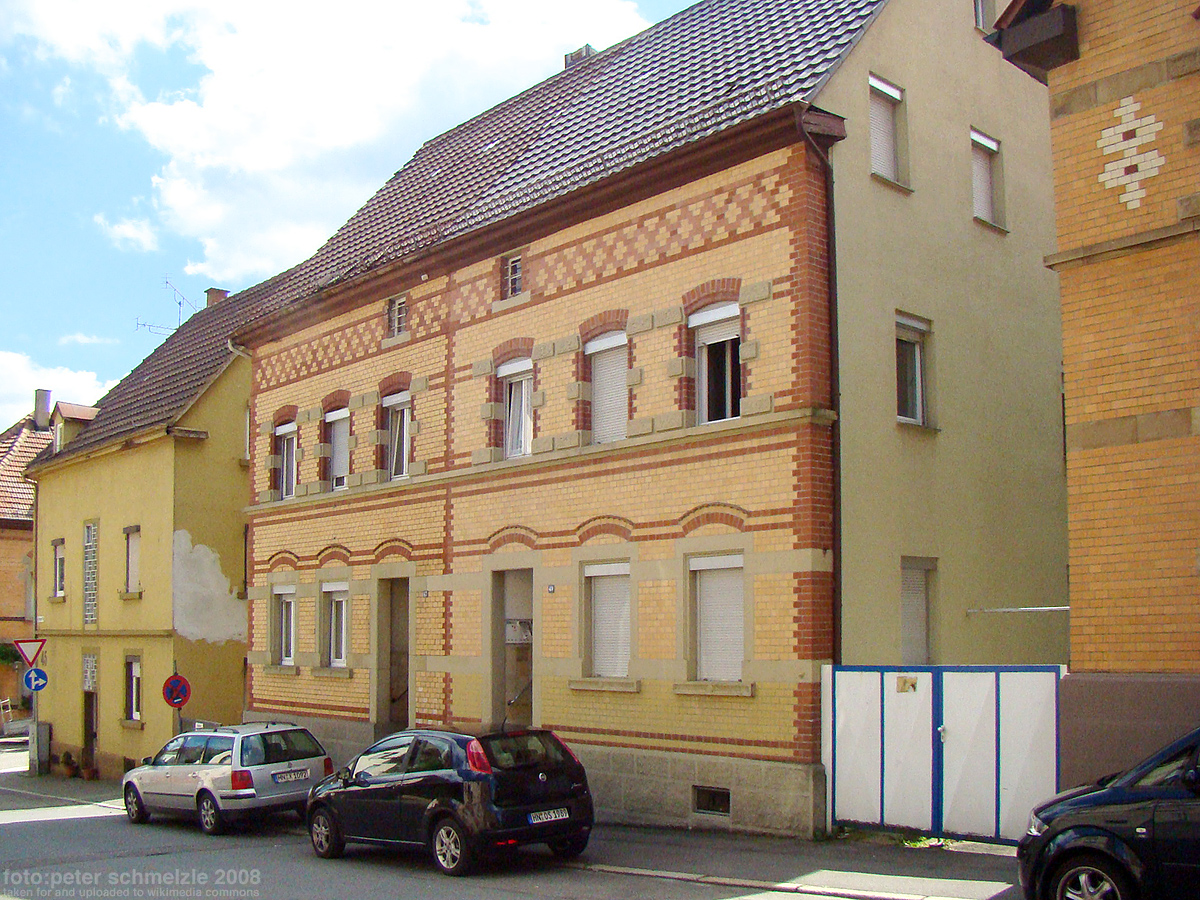
Eppinger Straße 47/49 in Heilbronn-Böckingen

Das Doppelhaus an der Eppinger Straße 47 und 49 im Heilbronner Stadtteil Böckingen ist ein privater Profanbau, der um 1900 errichtet worden ist. Das denkmalgeschützte Gebäude gilt als Kulturdenkmal.

## Beschreibung
Das Doppelhaus ist ein zweistöckiger Bau. Die Fassade ist symmetrisch mit einer axialen Fenster- und Türanordnung unterteilt. Die Türen und die Fenster unterhalb des Daches verbinden die beiden Doppelhaushälften. Bauherr Stegmüller ließ in der Eppinger Straße sechs unmittelbar benachbarte Gebäude in dekorativer Sichtziegelbauweise errichten. Neben diesem Gebäude sind dies Nr. 51, Nr. 64, Nr. 66, Nr. 68 und Nr. 72.